# 조선민주주의인민공화국의 종교

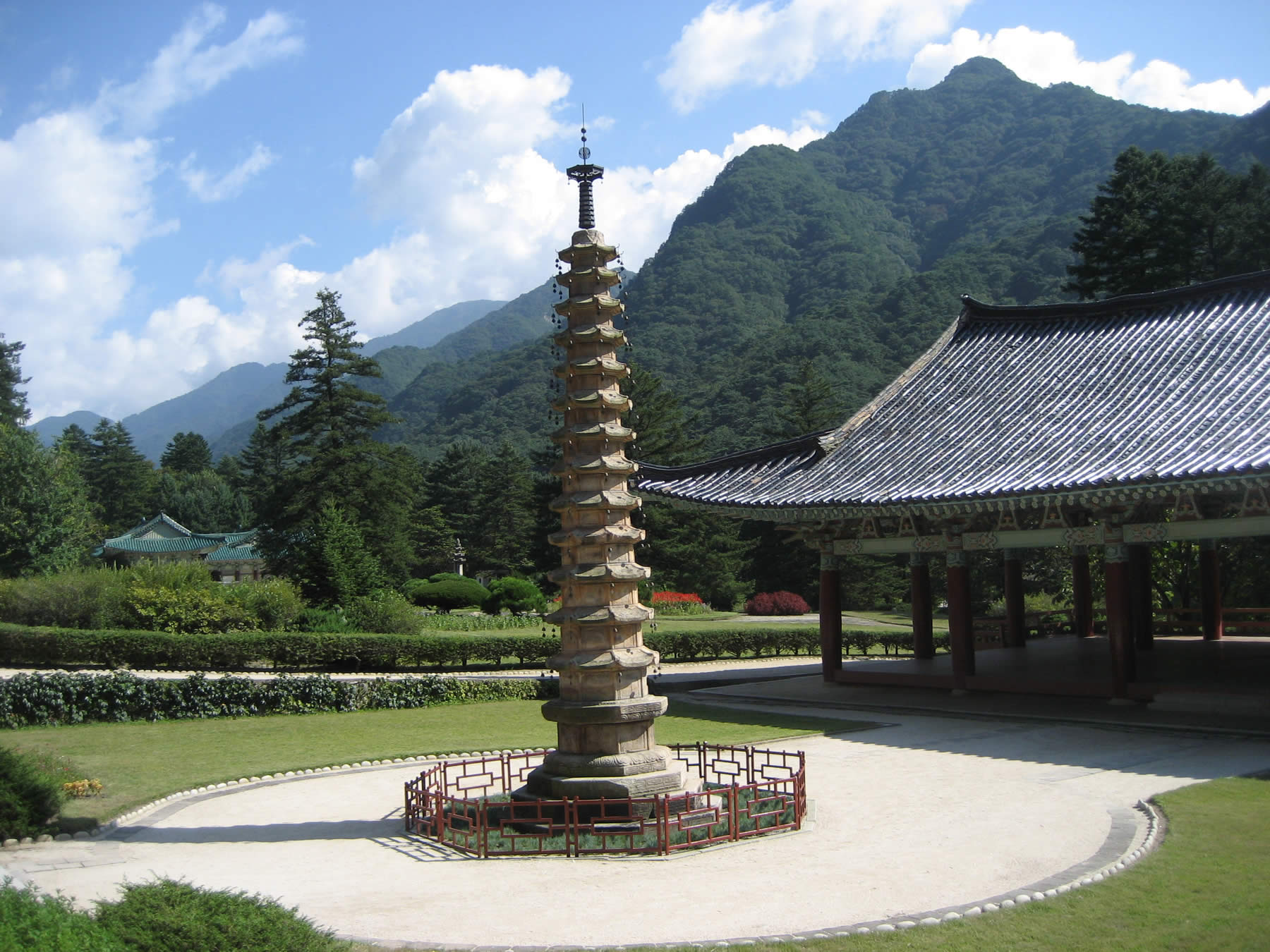

조선민주주의인민공화국에서 종교는 조선민주주의인민공화국 사회주의헌법으로부터 명목상 종교의 자유가 보장되어 있으나 실제로는 종교가 금지된 것으로 알려져있다. 조선민주주의인민공화국에서는 불교, 기독교, 가톨릭 등의 종교 시설들이 있으나 실질적인 종교 기능을 하지 못하며 조선로동당으로부터 승려나 성직자로 위장한 당원들로 인해 관리되고 있다.

## 조선민주주의인민공화국의 종교 시설 목록

### 개신교
- 토마스 기념교회
- 봉수교회
- 칠골교회

### 가톨릭
- 장충성당

### 정교회
- 정백사원

### 불교
- 정릉사
- 금강사

## 조선민주주의인민공화국의 종교 단체
- 조선불교도련맹 : 불교
- 조선천도교중앙지도위원회 : 천도교
- 조선그리스도교연맹 : 개신교
- 조선카톨릭교협회 : 가톨릭
- 조선정교위원회 : 정교회

## 같이 보기
- 마르크스주의와 종교